# Müzeyyen Senar
Müzeyyen Senar est une chanteuse et actrice turque, née le 16 juillet 1918 à Keles, alors dans l'Empire ottoman, et morte le 8 février 2015 à Izmir.
Surnommée la « Diva de la République » (turc : Cumhuriyetin Divası), elle commence sa longue carrière dans les music-halls d'Istanbul des années 1930, encore adolescente, pour ne l'achever définitivement que dans les années 2000.